# بیرلا
بیرلا (انگلیسی: Birla) شرکت خوشه‌ای هندی است، که در سال ۱۹۱۰ توسط غانشیام داس بیرلا تأسیس شد.